# Daptomys mussoi
Daptomys mussoi is een zoogdier uit de familie van de Cricetidae. De wetenschappelijke naam van de soort werd voor het eerst geldig gepubliceerd door G. Ochoa & Soriano in 1991.

## Voorkomen
De soort komt voor in Venezuela.